# Chamaedorea keelerorum
Chamaedorea keelerorum är en enhjärtbladig växtart som beskrevs av Donald R. Hodel och Cast.Mont. Chamaedorea keelerorum ingår i släktet Chamaedorea och familjen Arecaceae. Inga underarter finns listade i Catalogue of Life.